# Vondrozo
Vondrozo est une commune urbaine malgache, chef-lieu du district de Vondrozo, située dans la partie ouest de la région d'Atsimo-Atsinanana.